# Pyrrhopyge amyclas
Espèce
Pyrrhopyge amyclas est une espèce de lépidoptères (papillons) de la famille des Hesperiidae, de la sous-famille des Pyrginae, de la tribu des Pyrrhopygini et du genre Pyrrhopyge.

## Dénomination
Pyrrhopyge amyclas a été nommé par Pieter Cramer en 1779 sous le nom initial de Papilio amyclas.

### Nom vernaculaire
Pyrrhopyge amyclas se nomme Yellow-edged Firetip en anglais.

### Sous-espèces
- Pyrrhopyge amyclas amyclas;présent au Venezuela, à Trinité-et-Tobago, au Brésil, au Surinam en Guyana et en Guyane ;
- Pyrrhopyge amyclas denticulata (Herrich-Schäffer, 1869); présent en Équateur, au Brésil et au Pérou[1],[2].

## Description
Pyrrhopyge amyclas est un papillon au corps trapu bleu foncé presque noir, avec la tête et l'extrémité de l'abdomen rouge orangé. 
Les ailes sont de couleur bleu ardoise foncé avec une frange blanche ou orange.

## Écologie et distribution
Pyrrhopyge amyclas est présent dans toute l'Amérique du Sud. 

### Protection
Pas de statut de protection particulier.